# Ралли Сан-Ремо 1966
Ралли Сан-Ремо 1966 года (официально Rallye dei Fiori 1966, Ралли цветов) — третий этап чемпионата Европы по ралли, проходивший с 24 по 27 февраля. Это 6-е Ралли Сан-Ремо в истории. Этап проходил на асфальтовом покрытии, общая протяженность гоночной дистанции составила 161,8 км. На старт вышло 130 экипажей и 39 из них финишировали.

## Результаты

### Турнирная таблица
| Место | Пилот                | Штурман            | Автомобиль             |
| ----- | -------------------- | ------------------ | ---------------------- |
| 1     | Лео Челла            | Лючиано Ломбардини | Lancia Fulvia Coupé HF |
| 2     | Гюнтер Класс (англ.) | Робер Буше         | Porsche 911            |
| 3     | Уве Андерссон        | Рольф Дальгрен     | Lancia Fulvia Coupé HF |
| 4     | Собеслав Засада      | Казимир Осински    | Steyr Puch 650 TR      |
| 5     | Уилфрид Гасс         | Герд Фрей          | Porsche 911            |
| 6     | Серджио Беттойя      | Пьетро Булла       | Porsche 911            |
| 7     | Джованни Вакка       | Вальтер Кордаро    | Renault 8 Gordini      |
| 8     | Серджио Барбасио     | Джузеппе Джакомини | Renault 8 Gordini      |
| 9     | Дитер Ламбарт        | Хайнц Гейнрих      | Opel Kadett Coupé      |
| 10    | Альберто Джиральдини | Джанфранко Бриани  | Lancia Fulvia Coupé HF |
| 15    | Пэдди Хопкирк        | Рональд Креллин    | BMC Mini Cooper S      |

### Сходы
Неполный список
| Пилот           | Штурман           | Автомобиль         |
| --------------- | ----------------- | ------------------ |
| Сандро Мунари   | Джордж Харрис     | Lancia Fulvia      |
| Жан-Франсуа Пио | Жан-Франсуа Жакоб | Renault 8 Gordini  |
| Вик Элфорд      | Джон Дэвенпорт    | Ford Cortina Lotus |
| Тони Фолл       | Генри Лиддон      | BMC Mini Cooper S  |
| Жан Винатье     | Франсуа Хоффманн  | Renault 8 Gordini  |
| Рене Траутманн  | Клодин Буше       | Lancia Flavia      |